# 青山菜々
青山 菜々（あおやま なな、1984年8月5日 - ）は、日本の元AV女優。パラダイステレビでアナウンサーも担当していた。　　　　

## プロフィール
- 趣味:漫画描き、コンソメ味のものを集めること、ゲーム、ムダ毛の手入れ
- 好きなタイプ：タカアンドトシのタカ、Jリーガーの明神選手
- 特技:オランダゴリラの餌付け時の形態模写
- 出身地:福島県[1]
- 所属:バンビプロモーション

## 略歴
AVデビュー前
- 2005年、 GyaOで新宿区カメコ町三丁目 華園マンションに出演

AVデビュー
- 2006年、『たわわな果実 青山菜々』でクリスタル映像よりAVデビュー。
- 2007年、『初セルVIP 青山菜々』でMOODYZよりセルデビュー。
- 2015年4月6日、AV女優業から引退することを発表[2]。

## 作品

### アダルトビデオ
- たわわな果実（6月30日、クリスタル映像）
- ぷるるんウェイトレス（7月28日、クリスタル映像）
- 女乳（8月25日、クリスタル映像）
- 飼育してね♥（9月29日、クリスタル映像）
- コスプレ召使い（10月27日、クリスタル映像）
- A級乳犯（11月24日、クリスタル映像）
- 青山菜々の ねぇ、Hしょっ♥（12月22日、クリスタル映像）

- 巨乳×爆乳GRANDPRIX SPECIAL11（1月19日、クリスタル映像）
- 爆乳家庭教師（1月26日、クリスタル映像）
- FETISH LAND（2月23日、クリスタル映像）
- feel（3月30日、クリスタル映像）
- M乳玩具（4月27日、クリスタル映像）
- 完全ファイル（5月31日、クリスタル映像）
- 爆乳ソープへいらっしゃい（6月29日、クリスタル映像）
- SUPER Re-MIX THE BEST 大総集編（6月29日、クリスタル映像）
- PRIVATE（7月27日、クリスタル映像）
- 初セルVIP（10月1日、MOODYZ）
- 極!!電マ4時間（10月12日、クリスタル映像）出演:有希りか、夢見あい、RiRi、小川奈美、真田春香、藤沢美歩、早見ひかり、城本久美、北原梢、川村カンナ、愛田るか、真鍋あや、水谷かすみ、星野姫
- ハイパーデジタルモザイクVol.069（11月1日、MOODYZ）
- 爆乳ヤリマン女教師（12月1日、MOODYZ）

- エロスの宇宙（1月1日、MOODYZ）共演:竹内あい、峰なゆか、@YOU、妃乃ひかり、風間ゆみ、はるか悠
- Sex On The Beach 17（2月1日、MOODYZ）
- 絶頂地獄（3月1日、MOODYZ）
- IcupWキャスト（4月1日、MOODYZ）共演:うるみゆう
- 極乱交（5月1日、MOODYZ）
- ドリーム学園12 6時間完全版（6月1日、MOODYZ）共演:竹内あい、紅音ほたる、早川瀬里奈、白石さゆり、真田春香、春妃いぶき、田中亜弥、蜜井とわ、綾香
- ハイモザ 手コキ4時間 2（6月1日、MOODYZ）
- 総勢25人イキまくり!!絶頂FUCK4時間 連続絶頂SPECIAL（6月1日、MOODYZ）
- ドリームウーマン66（7月1日、MOODYZ）
- 爆乳レイプ輪姦（8月1日、MOODYZ）
- スキだらけのボインとイタズラ小○生（9月1日、MOODYZ）
- 超絶品ボディ（10月1日、MOODYZ）
- 愛する夫の目の前で犯された巨乳妻（11月1日、MOODYZ）
- 極太FUCK（12月1日、MOODYZ）

- 99cmIcup（1月19日、OPPAI）
- DIGITAL CHANNEL DC57 （2月1日、アイデアポケット）
- 爆乳パイパン病棟24時（3月1日、アイデアポケット）
- 裏エロスの宇宙（3月13日、MOODYZ）共演:峰なゆか、竹内あい、妃乃ひかり、@YOU、風間ゆみ、はるか悠
- 最高のオナニーのために スペシャルエディション（4月13日、MOODYZ）
- IPザーメン博物館（2009年5月1日、アイデアポケット）
- 奴隷の住む家（5月7日、アタッカーズ）共演:竹内結
- 108cmKcup 99cmIcup W爆乳ドリーム （2009年6月19日、OPPAI）共演:青木りん
- 100発の精子飲む（2009年8月1日、アイデアポケット）
- 美爆乳専門店 OPPAIパブへいらっしゃい!! （10月19日、OPPAI）共演:HIYOKO、秋川ルイ
- 優しく犯してくれるおっぱい女教師（11月19日、OPPAI）
- 最高のオナニーのためにDX（12月1日、MOODYZ）共演:花井メイサ、水城奈緒

- 夫の目の前で犯されて- 侵入者Ⅷ（1月7日、アタッカーズ）
- 癒しオッパイ代表　青山菜々のOPPAI best 4時間（2月19日、OPPAI）
- ロケットおっぱい学園（2010年2月19日、ROOKIE）共演:鈴香音色、花木あのん、森永ひよこ
- 無理やりパイズリさせる痴漢電車（3月19日、OPPAI）
- 対魔忍アサギ (2010年4月7日、アタッカーズ)共演:国見奈々、石原あすか
- 99cm＆Icupの爆乳ナースが優し～くチンポを犯す（5月19日、OPPAI）
- 爆乳人妻の谷間でおねだり性活（6月19日、OPPAI）
- パイズリin女子校（7月19日、OPPAI出演:青木りん、SARA、朋香めい、柊りん、森永ひよこ、二宮せりな、花美ひな、鈴香音色、竹内結、南まりん、坂本愛海、並木るか、姫咲りりあ、水城奈緒
- 青山菜々は乳コキ狂い（7月19日、OPPAI)
- ぬるぬる濡れ透け美爆乳なお隣のお姉さん（8月19日、OPPAI)
- 青山菜々が巨乳マニアの自宅訪問 ～ファンのコンプレックスを気持ちよく解決～（OPPAI、9月19日)
- おっぱいが大きくてごめんなさい（OPPAI、10月19日)
- おっぱいはそれでも感じてしまう ～非常識な男達との性交～（OPPAI、11月19日）
- 隠しきれない爆乳 着衣の上からでもわかる柔らかさ（OPPAI、12月19日）

- あなた、許して…。 -よこしまな恋-（アタッカーズ、2月7日）
- 奴隷オークション2 CODE:No.226 堕とされたアイドル（アタッカーズ、3月7日）
- どうして…、どうしてこんな事に…。 犯された記憶さえも戻らない…。（アタッカーズ、4月7日)
- ユーザー宅出張「四畳半ソープ」（SODクリエイト、6月4日）
- 天使の愛cup（ROOKIE、7月19日）

- 凄いパイズリ、凄い挟射（1月13日、MOODYZ）
- 隣のお姉さんを犯したあの日…8（2月7日、龍縛）
- 真性中出し（2月13日、MOODYZ）
- イケナイ菜々先生のムッチムチ肉感授業（5月1日、Fitch）
- ボディコン奴隷 〜淫猥な罠にハマった巨乳妻〜（6月7日、Madonna）
- ジョギング・ミセス4（7月7日、Madonna）
- あなたがいない間に義父にレイプされました…（8月13日、溜池ゴロー）
- 僕だけの巨乳女教師ペット（9月13日、溜池ゴロー）
- 真面目過ぎる爆乳家政婦（11月15日、グローリークエスト）
- スク水H 49（11月16日、e-kiss）
- 女のカラダは触れたい衝動に駆られるたわわ感で選ぶ。（12月13日、E-BODY）
- OPPAI 爆乳温泉大乱交 集団痴女に中出し3時間（12月19日、OPPAI）共演:桜木莉愛、大島あいる、羽月希、美月優芽、知世奏、持田美琴、星野来夢

- こんな女に挟射したい 谷間マ●コにそのまま中出し（1月4日、ドリームチケット）
- OPPAI 押しかけ爆乳痴女 無理矢理中出し3時間（1月19日、OPPAI）共演:大島あいる、橘なお
- 淫乱巨乳ソープ嬢（1月19日、乱丸）
- 本能剥き出し生中出しセックス（1月25日、ダスッ!）
- Iカップ以上限定!! 超乳ボディV・I・P ハーレムSPECIAL（2月13日、ムーディーズ）共演:Hitomi、西條るり、沖田杏梨
- 回春♥巨乳サロン（2月22日、ワープエンタテインメント）
- ユースケ、ごめん…俺、お前のカノジョ、タイプだわ 青山菜々（4月5日、ワープエンタテインメント）
- 完璧BODY全裸生活 爆乳四姉妹ハーレム大乱交（4月25日、美）共演:上原保奈美 沖田杏梨 風間ゆみ
- 爆乳女が好んで着たがるサイズの小さい競泳水着（6月21日、ドリームチケット）共演:綾瀬れん 前田優希 さくら悠
- 山本善文×青山菜々 寝取られ猥婦（8月13日、溜池ゴロー）
- 日焼け跡がまぶしい爆乳ワイルドビッチ（11月1日、Fitch）
- 中出し病棟（12月25日、本中）

- 現役爆乳女優、菜々パイ！こと青山菜々をデリヘル「ぷるるんパイ返し」で発見！何が何でも生挿入！ＮＮ本強大作戦！あの手この手で迫り、夢にまで見た本強がついに実現？（2014年1月24日、チェリーズ）
- お母さんのＨな陥没乳首が気になって…（3月1日、ABC/妄想族）
- 町内会でストリップを踊らされた妻（3月13日、溜池ゴロー）
- 女教師監禁レイプ（5月13日、溜池ゴロー）
- 近親[無言]相姦 隣にお父さんがいるのよ…（6月1日、Venus）
- 爆乳ハミ出し痴漢（7月1日、Fitch）
- 友人の妻はドスケベ家庭教師（7月1日、Venus）
- 義母の汗ばむ胸元に魅せられて（7月19日、ABC/妄想族）
- 現役女教師　誘惑課外授業（8月7日、BeFree）
- ノーブラ観察日記 Icup爆乳お姉さん（8月13日、AVS collectors）
- パイズリレディ （8月13日、Hero）
- ママの大きなおっぱいは僕のもの （8月19日、ABC/妄想族）
- 縛られた人妻 〜隣人と緊縛密会〜 （8月25日、Madonna）
- 夢のダブルおっぱいシチュエーション 男女混浴サウナで巨乳2人に挟まれ汗だくフル勃起 (9月25日、ROCKET) 共演:永瀬里美 他出演:塚田詩織、雪平こよみ
- マゾ乳 生中出し （9月25日、ゲインコーポレーション）
- 爆乳のねっとりねばつく濃密×汗×汗 （10月13日、AVS collectors）
- 990㎜のIcupの爆乳を味わえ！ （10月19日、ABC/妄想族）
- 大人の女が見せる大胆誘惑チラリズム （11月1日、Fitch）
- デカブラManiax （12月1日、シネマユニット・ガス）
- ボンデージガール 爆乳Icup痙攣SEX （12月7日、BeFree）
- Boinガール （12月14日、Hero）

- 爆乳マニアにしか撮れない着衣パイズリセックス 死ぬほど撮りたかった青山菜々 （4月1日、シネマユニット・ガス）
- 青山菜々16時間BEST（7月19日、OPPAI）※女優ベスト

- 敏感爆乳ダイナマイト 青山菜々BEST8時間（1月1日、Fitch）※女優ベスト

### イメージビデオ
- 青山菜々 nana
- 青山菜々 BINKAN（2007年7月27日、彩文館出版）
- 青山菜々 BIG&BEAUTY (2008年8月29日)
- ギリエロ（2012年7月19日、Rookie）

### オリジナルビデオ
- 汚れた巨乳 老いらくの恋　共演:望月梨央 （2009年6月1日、Perfect Choice）

## イメージガール
- マイクロビキニ専門店ハートのエース
- ドラッグうたまろ兼千年坊・男根増大サブリメント第3代イメージガール

## トレカ
- AVCジューシーハニーBIG&BEAUTY 青山菜々&灘坂舞(2008年7月12日 株式会社ミント)

## 写真集
- 青山菜々デジタル写真集 「Huge～ヒゥージ」Vol.1、2（2007年6月21日、トータルサフライズ電子書店ハピレス）
- Crystax（2007年10月1日、彩文館出版、撮影：野川イサム）ISBN 978-4775602447
- ろりんこハニカミ巨乳 Iカップブルマ編（2007年10月27日、イースト・プレス）

## 出演

### テレビ
- 新宿区カメコ町三丁目 華園マンション(GyaO、2005年～2006年)
- 裸のニュースステーション3（パラダイステレビ、2008年4月〜2009年3月）
- 今夜もハッスル(サンテレビ) あかひげBar・バーテンメイドメイド役・レギュラー(2008年4月～9月)
- エロ生☆パラダイス （GyaOジョッキー2008年8月12日放送分）
- ビートたけしのあと1回だけ見ちゃいけないTV（TBS、2010年9月29日）ゲスト出演
- 桃のふくらみ #74（MONDO TV）